# Spherillo mactus
Spherillo mactus är en kräftdjursart som beskrevs av Wahrberg1922. Spherillo mactus ingår i släktet Spherillo och familjen Armadillidae. Inga underarter finns listade i Catalogue of Life.